# Brandegg (Gemeinde Mutters)
Brandegg ist ein Ort im Wipptal in Tirol und gehört zur Gemeinde Mutters im Bezirk Innsbruck-Land. Die Haltestelle des Orts heißt Brandeck.

## Geographie
Der kleine Ort befindet sich etwa 8 Kilometer südlich von Stadtzentrum Innsbruck, 3½ km südlich von Mutters, noch 1 km taleinwärts von Kreith. Er liegt auf 1000 m ü. A. Höhe links über dem Wipptal und dem Beginn des Stubaitals an der Mündung der Ruetz, am Fuß des Nederjochs (2142 m ü. A.). Die Ortslage stellt die Fortsetzung der Terrassenlandschaft des Mittelgebirges um Innsbruck dar.
Das Gehöft umfasst nur 4 Gebäude, ist heute nicht mehr dauernd besiedelt und daher als Wochenendsiedlung klassiert.
Hier verläuft aber die Stubaitalbahn, bevor sie in das Stubai einbiegt. Der Ort hat eine eigene Haltestelle Brandeck, die vornehmlich von Ausflugsgästen frequentiert wird.

## Nachweise
- 70331 – Mutters. Gemeindedaten der Statistik Austria